# Schachnerit
Schachnerit ist ein sehr seltenes Mineral aus der Mineralklasse der Elemente, genauer der Metalle und intermetallischen Verbindungen. Es kristallisiert im hexagonalen Kristallsystem mit der chemischen Zusammensetzung Ag1,1Hg0,9 und bildet Kristalle bis zu 1 cm Größe.

## Etymologie und Geschichte
Schachnerit wurde erstmals 1972 von E. Seeliger und A. Mücke in der Typlokalität, der „Vertrauen-zu-Gott“-Quecksilbermine am Moschellandsberg in der Nähe von Obermoschel in Rheinland-Pfalz (Deutschland) gefunden. Es ist nach der deutschen Mineralogin Doris Schachner benannt. 

## Klassifikation
In der Systematik nach Strunz wird Schachnerit zu den Metallen und intermetallischen Verbindungen, einer Untergruppe der Elemente, gezählt. Nach der 8. Auflage bildet es dabei zusammen mit Belendorffit, Bleiamalgam, Eugenit, Goldamalgam, Kolymit, Luanheit, Moschellandsbergit, Potarit, Quecksilber, Paraschachnerit und Weishanit eine Gruppe. In der 9. Auflage bildet es mit Eugenit, Luanheit, Moschellandsbergit und Paraschachnerit eine Untergruppe der Quecksilber-Amalgam-Familie. 
In der Systematik nach Dana bildet es mit Bleiamalgam, Goldamalgam, Luanheit, Moschellandsbergit, Eugenit, Paraschachnerit und Weishanit eine Untergruppe (Silber-Amalgam-Legierungen) der metallischen Elemente außer den Platinmetallen.

## Bildung und Fundorte
Schachnerit bildet sich unter oxidierenden Bedingungen durch die Alterung von Moschellandsbergit. Es ist vergesellschaftet mit Paraschachnerit, Akanthit, Quecksilber, Limonit, Ankerit, Argentit und Cinnabarit. 
Neben der Typlokalität sind Funde aus Radnice in Tschechien, Allemond im Département Isère (Frankreich), Moctezuma in Mexiko, Baschkortostan in Russland, Dobšiná und Kremnica in der Slowakei, Sala in Schweden sowie Clark County im US-Bundesstaat Nevada bekannt. 

## Kristallstruktur
Schachnerit kristallisiert im hexagonalen Kristallsystem in der Raumgruppe P63/mmc mit den Gitterparametern a = 2,978 Å und c = 4,842 Å sowie zwei Formeleinheiten pro Elementarzelle.